# Xiphiola cyanoptera
Xiphiola cyanoptera är en insektsart som först beskrevs av Gerstaecker 1888.  Xiphiola cyanoptera ingår i släktet Xiphiola och familjen gräshoppor. Inga underarter finns listade i Catalogue of Life.